# Praça do Duque de Saldanha
A Praça do Duque de Saldanha é uma das principais praças da cidade de Lisboa, partilhada pelas freguesias de Arroios e Avenidas Novas. Tomou a atual designação em 1909, em homenagem ao Marechal Duque de Saldanha. Na praça convergem duas das principais avenidas de Lisboa, a Avenida Fontes Pereira de Melo a sul (que a liga à Praça Marquês de Pombal) e a Avenida da República a norte (que a liga à Praça de Entrecampos). Converge ainda na praça a Avenida Praia da Vitória e a Avenida Casal Ribeiro.
No centro da praça ergue-se uma estátua de João Carlos de Saldanha Oliveira e Daun, um monumento nacional erigido em 1909 para recordar aos vindouros os seus relevantes serviços à pátria e à liberdade. O monumento foi erigido por iniciativa da Câmara dos Pares. A parte escultural é de Tomás Costa e a arquitectónica de Ventura Terra.
A praça possui várias árvores monumentais tipuanas.
A praça é servida pela estação de Saldanha da linha amarela e da linha vermelha do Metropolitano de Lisboa.

## História
No dia 4 de Junho de 1904 foi realizada a cerimónia de lançamento da primeira pedra do monumento ao Marechal Saldanha. Foi presidida pelo rei D. Carlos, e contou com a presença de Hintze Ribeiro, políticos, oficiais do Exército.